# Mosquée d'Osman-pacha Resulbegović
La mosquée d'Osman-pacha Resulbegović est située en Bosnie-Herzégovine, sur le territoire de la Ville de Trebinje. Elle a été construite vers 1726 et est inscrite sur la liste provisoire des monuments nationaux de Bosnie-Herzégovine.